# Kak ja provjol etim letom
Kak ja provjol etim letom (russisk: Как я провёл этим летом, da.: Hvordan jeg tilbragte denne sommer) er en russisk spillefilm fra 2010 af Aleksej Popogrebskij.

## Medvirkende
- Grigorij Dobrygin som Pavel Danilov
- Sergej Puskepalis som Sergej Gulybin
- Igor Csernyevics som Safronov
- Ilja Sobolev som Volodja
- Artjom Tsukanov som Stas